# Redmi Note 10
Redmi Note 10 là một dòng điện thoại thông minh chạy hệ điều hành Android của dòng sản phẩm Redmi Note của hãng Redmi, một thương hiệu con của Xiaomi Inc. Dòng máy này được giới thiệu vào tháng 3 năm 2021 tại Ấn Độ và trên toàn thế giới. and May 2021 in China. Nó kế thừa dòng điện thoại thông minh Redmi Note 9, được giới thiệu vào năm 2020.
Trong một số thị trường, Redmi Note 10 5G được tiếp thị dưới tên gọi POCO M3 Pro và Redmi Note 10T 5G. Ở Nga, Redmi Note 10 5G được bán dưới tên gọi Redmi Note 10T nhưng không hỗ trợ mạng 5G. Một phiên bản Redmi Note 10 JE (Japan Edition) được giới thiệu cho thị trường Nhật Bản, có các thông số kỹ thuật tương tự như Redmi Note 10 5G nhưng có bộ xử lý, pin khác và được thêm khả năng chống nước IP68. Redmi Note 10T tại Nhật Bản có hầu hết các thông số kỹ thuật giống với Redmi Note 10 JE nhưng có camera, thiết kế, dung lượng pin khác với Note 10 5G và hỗ trợ eSIM. Vào ngày 24 tháng 5 năm 2022, Xiaomi giới thiệu Redmi Note 11SE có cùng cấu hình với phiên bản Redmi Note 10 5G ở Trung Quốc nhưng có thiết kế từ POCO M3 Pro.
Điện thoại Redmi Note 10 Pro 5G được bán trên thị trường toàn cầu với tên gọi POCO X3 GT.
Năm 2022, Redmi Note 10S đã được giới thiệu lại tại Ấn Độ với tên gọi Redmi Note 11 SE (không nên nhầm lẫn với phiên bản Redmi Note 11SE của Trung Quốc) và với tên gọi Poco M5s trên thị trường toàn cầu. Redmi Note 11 SE không đi kèm với sạc và Poco M5s có một số khác biệt nhỏ.

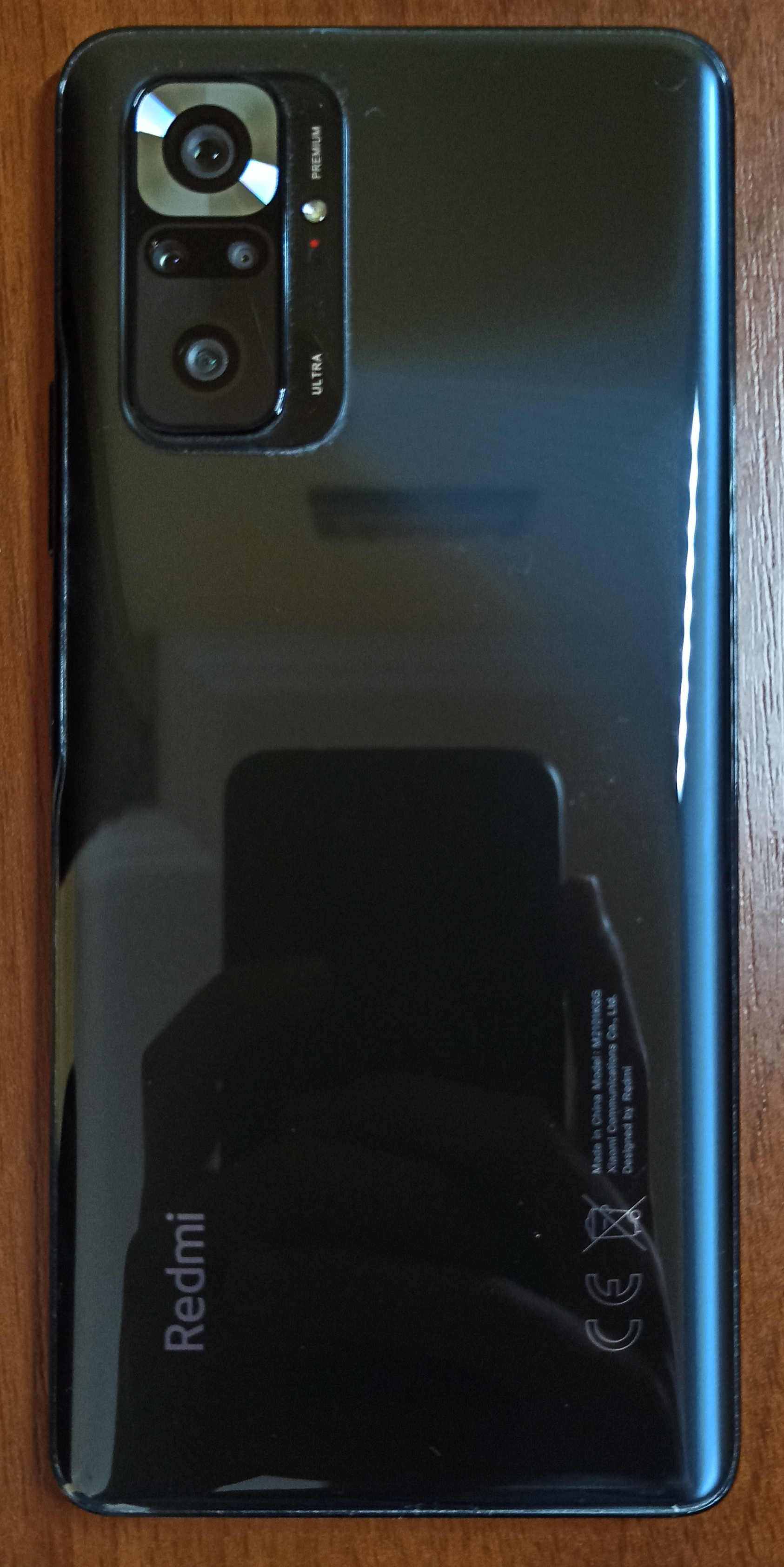
Mặt sau của Redmi Note 10 Pro màu Onyx Gray

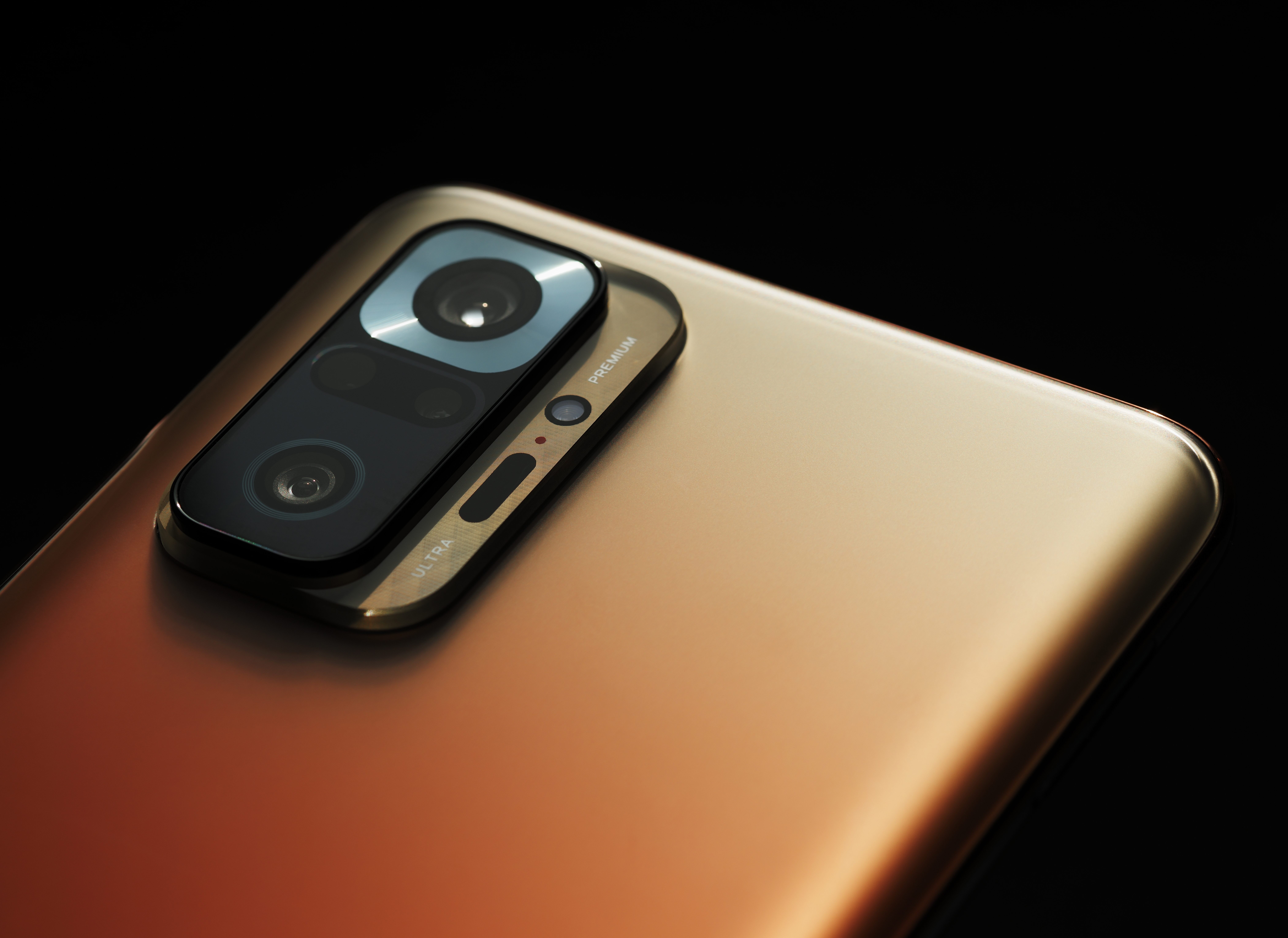
Camera của Note 10 Pro màu Gradient Bronze

## Thông số kỹ thuật
Điện thoại có trọng lượng nhẹ 188,8g, giúp dễ dàng cầm và sử dụng bằng một tay. Độ dày và lưng nhựa cong với bề mặt mịn giúp tăng độ bám và sự hấp dẫn. 

### Thiết kế và Cấu trúc
Điện thoại có ba màu đẹp; Shadow Black (Onyx Gray), Frost White (Pebble White) và Aqua Green (Lake Green). Nó có lưng nhựa và mặt trước được bảo vệ bởi kính Corning Gorilla Glass 3 với các cạnh bo tròn và thân máy cong.
Nói về kích thước của điện thoại, chiều cao là 160,46 mm, chiều rộng là 74,5 mm và độ dày là 8,29 mm. Như đã đề cập trước đó, trọng lượng tổng thể của nó là 188,8 gam. Chúng ta có thể dễ dàng thấy rằng kích thước của nó có sự cân bằng tốt hơn với các đối thủ khác trên thị trường.

### Màn hình
Xiaomi Redmi Note 10 được trang bị màn hình AMOLED Dot-Display với độ phân giải 1080 x 2400 Pixel. Kích thước màn hình là 6,43 inch. Ngoài ra, độ sáng của điện thoại là 700 nits, có thể mở rộng lên tối đa 1100 nits, rất cao. Hơn nữa, điện thoại có mật độ điểm ảnh là 409 PPI, trong khi tỷ lệ tương phản là khoảng 4.500.000:1. Ngoài ra, tỷ lệ màn hình trên thân máy là khoảng 83,5%.
Điện thoại có 16 triệu màu hiển thị 8-bit và độ phân giải HD+. Loại màn hình này thường được tìm thấy trên các điện thoại cao cấp. Ngoài ra, tốc độ làm mới là 60Hz, một chút thấp so với hầu hết các điện thoại tầm trung, vì gần như tất cả các điện thoại tầm trung đều có tốc độ làm mới 90Hz.
Các tính năng khác liên quan đến màn hình bao gồm gam màu DCI-P3, một phiên bản cập nhật mới cung cấp đủ lượng kết hợp màu sắc đối với hiển thị hình ảnh chuyển động. Ngoài ra, nó còn có chế độ đọc 3.0 và chế độ hiển thị dưới ánh nắng mặt trời 2.0, giúp bảo vệ mắt khi đọc và sử dụng màn hình dưới ánh nắng mặt trời.

### Hiệu suất
Điện thoại có hai phiên bản RAM là 4GB và 6GB. RAM của tất cả các phiên bản đều là loại LPDDR4X, nhanh hơn và hiệu quả hơn so với các loại RAM DDR. Hơn nữa, điện thoại chạy trên nền tảng Android 11 và giao diện người dùng tùy chỉnh MIUI 12 dựa trên Android R.
Về phần cứng, điện thoại được trang bị chipset Qualcomm Snapdragon 678, phổ biến và được yêu thích bởi người dùng, cùng với GPU Qualcomm Adreno 612, đảm bảo hiệu suất mượt mà của điện thoại. Hơn nữa, nó có kiến trúc 64 bit và đạt điểm AnTuTu 238.519. Điểm AnTuTu này rất tốt so với các điện thoại cùng loại.

### Camera sau
Điện thoại này được trang bị bốn camera ở mặt sau. Bộ camera gồm một camera góc rộng 48MP, một camera siêu rộng 8MP, cảm biến macro 2MP và cảm biến độ sâu 2MP. Camera sau cung cấp độ phân giải hình ảnh lên đến 8000 x 6000 pixel. Hơn nữa, nó có thể quay video 4K.

### Camera trước
Xiaomi đã trang bị cho Redmi Note 10 một camera trước đơn 13MP. Nó cung cấp độ phân giải hình ảnh lên đến 4128 x 3096 pixel và có khẩu độ f/2.45, phủ rộng một khu vực lớn. Một số tính năng chụp ảnh đáng chú ý của camera này bao gồm Timed burst, AI Beautify, chế độ chân dung AI với hiệu ứng bokeh và điều khiển độ sâu, nhận diện khuôn mặt và HDR. Hơn nữa, camera trước cũng có thể quay video độ phân giải cao.
| Biến thể                | Redmi Note 10           | Redmi Note 10S Redmi Note 11 SE Poco M5s | Redmi Note 10 5G Redmi Note 10T POCO M3 Pro Redmi Note 11SE | Redmi Note 10 JE        | Redmi Note 10T (Nhật Bản) | Redmi Note 10 Pro (Ấn Độ) | Redmi Note 10 Pro (Quốc tế) Redmi Note 10 Pro Max | Redmi Note 10 Pro 5G Poco X3 GT |
| ----------------------- | ----------------------- | ---------------------------------------- | ----------------------------------------------------------- | ----------------------- | ------------------------- | ------------------------- | ------------------------------------------------- | ------------------------------- |
| Vi xử lý                | Qualcomm Snapdragon 678 | MediaTek Helio G95                       | MediaTek Dimensity 700                                      | Qualcomm Snapdragon 480 | Qualcomm Snapdragon 480   | Qualcomm Snapdragon 732G  | Qualcomm Snapdragon 732G                          | MediaTek Dimensity 1100         |
| Pin                     | 5000 mAh                | 5000 mAh                                 | 5000 mAh                                                    | 4800 mAh                | 5000 mAh                  | 5020 mAh                  | 5020 mAh                                          | 5000 mAh                        |
| Camera sau              | 48 MP                   | 64 MP                                    | 48 MP                                                       | 48 MP                   | 50MP                      | 64 MP                     | 108 MP                                            | 64 MP                           |
| Camera góc siêu rộng    | 8 MP                    | 8 MP                                     | None                                                        | None                    | None                      | 8 MP                      | 8 MP                                              | 8 MP                            |
| Máy ảnh cảm biến độ sâu | 2 MP                    | 2 MP                                     | 2 MP                                                        | 2 MP                    | 2 MP                      | 2 MP                      | 2 MP                                              | None                            |
| Camera Macro            | 2 MP                    | 2 MP                                     | 2 MP (Global and India)                                     | 2 MP                    | None                      | 5 MP                      | 5 MP                                              | 2 MP                            |
| Camera phía trước       | 13 MP                   | 13 MP                                    | 8 MP                                                        | 8 MP                    | 8 MP                      | 16 MP                     | 16 MP                                             | 16 MP                           |
| NFC                     | Không                   | Có (Global)                              | Có (Global)                                                 | Có                      | Có                        | Không                     | Có (Global)                                       | Có                              |